# Новомосковское (Челябинская область)
Новомосковское — село в Октябрьском районе Челябинской области России. Входит в состав Октябрьского сельского поселения.

## География
Расположено в восточной части района, на берегу озера Щучье, на расстоянии примерно 23 километров к северо-западу от села Октябрьское, административного центра района.

## История
Село основано украинскими переселенцами (выходцами из Новомосковского уезда Екатеринославской губернии.) в 1900 в Кочердыкской волости (Челябинского уезд Оренбургской губ.). В 1929 организован колхоз «Большевик»..

## Население
| 2002 | 2010 |
| ---- | ---- |
| 616  | ↘447 |

(в 1916 — 317, в 1926 — 314, в 1970 — 561, в 1980 — 577, в 1983 — 518, в 1995 — 590)

## Улицы
- Лесная улица
- Молодежная улица
- Октябрьская улица